# فوجتش هينيس
فوجتش أدلبرت هينيس رسام ومصمم تشيكي، ولد يوم 14 كانون الثاني 1854 في فيينا وتوفي يوم 22 آب 1925 في براغ. كان من مؤسسي حركة الانفصال الفنية. نال وسام جوقة الشرف في عام 1924.

## أعماله

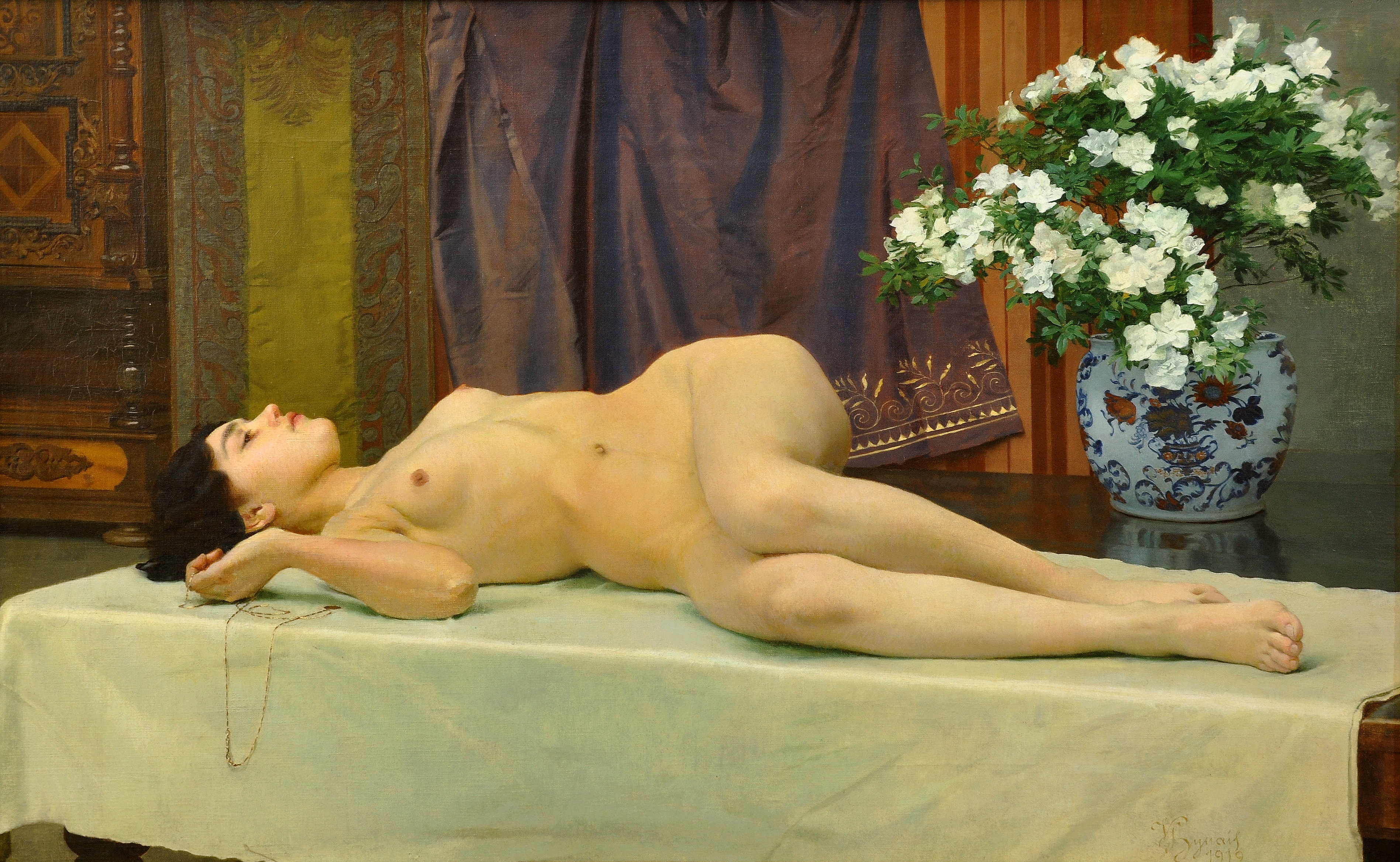
لوحة لهينيس من عام 1912

أثناء فترة وجودة في إيطاليا، كانت لوحاته ذات طابع ديني وأسطوري. وفي باريس تأثر بالفن الجديد التشيكي والاجنبي، وتأثر بالرمزية، وتأثر بالانطباعية.